# Nicolae Petrescu
Nicolae Petrescu (n. 12/25 iunie 1886, București - d. 13 octombrie 1954) a fost un filosof, scriitor, biograf și sociolog român, membru corespondent al Academiei Române.

## Opera
- Glanvill und Hume (1911)
- Zur Begriffsbestimmung der Philosophie (1912)
- Gedanken und Winke (1912)
- Die Denkfunktion der Verneinung, (1914)
- The Twofold Aspect of Thought, (1920)
- Thoughts on War and Peace  (1921)
- Fenomene sociale în Statele-Unite, (1921)
- Introducere în studiul comparativ al societății, (1922)
- Opere filosofice de Vasile Conta, (1923)
- The Principles of Comparative Sociology, (1924)
- The Interpretation of national Differentiations, (1929)
- Teoria Statului la Hegel, în Revista de Filosofie, (1931)
- Sociologia ca disciplină filosofică, în Revista de Filosofie (1933)
- Thomas Hobbes, (1938)
- Psihologia popoarelor primitive, în Analele de Psihologie (1938)
- Difuziunea Civilizației, în Revista Fundațillor Regale (1939)
- Primitivii. Organizare-Instituții, credințe-mentalitate (1944)